# Alexander Hanson
Alexander Hanson, född 30 september 1974, är en svensk dirigent.
Hanson fick utbildning som trumpetare vid Kungliga Musikhögskolan i Stockholm där han även påbörjade sin dirigentutbildning under hösten 2000. 2001 fortsatte hans studier hos Leif Segerstam vid Sibelius-Akademin i Helsingfors och han har även studerat för Jorma Panula och Atso Almila. Utexaminerad med högsta betyg har han sedan dess regelbundet gästat de flesta nordiska orkestrar med stor framgång. Mellan 2005 - 2012 var Alexander Hanson chefsdirigent och konstnärlig ledare för Göteborg Wind Orchestra (före detta Spårvägens Musikkår). Sedan 2018 är han musikdirektör för Marinens musikkår. 
Hanson har spelat in skivor med orkestrar såsom Kungliga Filharmoniska Orkestern i Stockholm, Malmö Symfoniorkester, Gävle Symfoniorkester, Norrköpings Symfoniorkester, Dalasinfoniettan, Göteborg Wind Orchestra.
Alexander Hanson är son till Torgny Hanson och bror till Andreas Hanson.

## Diskografi
- Joy of Christmas – db Productions Sweden (dbCD55) [2]
- Wind Corp Brass Band: Live 2005–200 (WBBCD001) [3]
- Movie Masterpieces – John Willliams – Naxos (8.570386) [4]
- En Helt Ny Värld – Disneyfavourites – Naxos (8.570388) [5]
- Elysion – Your own Fairytale – Naxos (8.570731) [6]
- Sånger ur Majas alfabet - Naxos (8.570732) [7]
- Den Vilda Bebin och lite till – Georg Riedel - Naxos (8.570733)[8]
- Nordic Classical Favourites 2 – Naxos (8.572339) [9]
- Larsson Gothe/Crusell – Concertos – Agnas Musikproduktion (AM019) [10]

## Fotnoter
1. ↑  Marinens musikkårs vänner: Musikårens personal - musikdirektör Läst: 27 april 2018
2. ↑  The Salvation Army Band, Södertälje - Maria Magdalena Motet Choir – Krister St. Hill, baritone Arkiverad 20 juli 2011 hämtat från the Wayback Machine.
3. ↑  Wind Corp Brass Band, Gothenburg Arkiverad 23 januari 2010 hämtat från the Wayback Machine.
4. ↑  Göteborg Wind Orchestra of Sweden (formely known as Göteborgsmusiken)
5. ↑  Gävle Symphony Orchestra of Sweden
6. ↑  Royal Stockholm Philharmonic Orchestra – Hannah Holgersson, soprano & Anders Mårtensson, tenor
7. ↑  Royal Stockholm Philharmonic Orchestra – Adolf Fredriks Musikklasser
8. ↑  Malmö Symphony Orchestra – Vanna Rosenberg etc.
9. ↑  Norrköping Symphony Orchestra
10. ↑  Dalasinfoniettan – Tomas Agnas, Clarinet & Gabriel Litsgård, Bassoon